# Harpactea angustata
Harpactea angustata är en spindelart som först beskrevs av Lucas 1846.  Harpactea angustata ingår i släktet Harpactea och familjen ringögonspindlar.
Artens utbredningsområde är Algeriet. Inga underarter finns listade i Catalogue of Life.